# Чернущенко Геродот Гаврилович
Геродот Гаврилович Чернущенко (біл. Чарнушчанка Герадот Гаўрылавіч) (1928–2005) — білоруський дипломат. Постійний представник Республіки Білорусь в ООН (1964—1967, 1974—1977).

## Життєпис
Народився у 1928 році. Голова президії Білоруського товариства дружби і культурного зв'язку із зарубіжними країнами
У 1964—1967 рр. — був постійним представником Білоруської РСР в ООН.
У 1974—1977 рр. — був постійним представником Білоруської РСР в ООН.

## Автор перекладів
- ЭТО БЫЛО В КАМЕННОМ ВЕКЕ. Повести.//Составитель Геродот Гаврилович Чернущенко. — перевод с английского и французского. — Минск, издательство «Юнацтва», 1989[2]